# Tatjana Wladimirowna Medwedewa
Tatjana Wladimirowna Medwedewa (russisch Татьяна Владимировна Медведева; * 4. Februar 2003 im Oblast Astrachan) ist eine russische Handballspielerin. Sie ist Erstligaspielerin im Hallenhandball sowie russische Nationalspielerin im Beachhandball.

## Hallenhandball
Tatjana Medwedewa ist vielseitig auf allen Rückraum-Positionen einsetzbar. Sie erhielt ihre Ausbildung beim Erstligisten GK Dynamo Wolgograd und kommt dort vor allem in der zweiten Mannschaft zum Einsatz. In der Saison 2019/20 debütierte sie in der höchsten russischen Spielklasse, hat aber weiterhin die größeren Spielanteile in der zweiten Liga.
Medwedewa spielte sowohl für die Auswahl ihres Jahrgangs als auch für die A-Auswahl des Oblasts Wolgograd.

## Beachhandball
Im Beachhandball spielt Medwedewa auf der Torhüter-Position.
Das erste internationale Turnier mit einer russischen Auswahl bestritt Medwedewa 2019 im Rahmen der Jugendeuropameisterschaften (U17) in Stare Jabłonki, für das sie aus einem Pool von 30 Spielerinnen ausgewählt wurde. Nach einer Niederlage zum Auftakt gegen die Deutschen Mädchen gelangen anschließend in den beiden anderen Vorrundenspielen gegen die Schweiz und Frankreich Siege. Medwedewa kam hier in den beiden ersten Spielen zum Einsatz, gegen die Schweiz musste sie das Spiel nach der zweiten Zeitstrafe vorzeitig beenden. In der Hauptrunde gab es Niederlagen gegen Spanien und die Niederlande und dazwischen einen Sieg über die polnischen Gastgeberinnen. Medwedewa kam in der Hauptrunde zu keinem Einsatz. Als Dritte ihrer Hauptgruppe waren die Russinnen damit nicht für die Halbfinals, sondern die Platzierungsspiele qualifiziert. Hier gelangen Siege über Litauen und Portugal, womit Russland das Turnier auf dem fünften Platz beendete. Medwedewa kam zu ihren gegen Litauen zu ihrem letzten Einsatz. Sie bestritt drei der acht möglichen Turnierspiele und blieb dabei ohne Punkte. Neben Tatjana Litwinowa, Wiktorija Korobowa, Sofija Lyschina, Darja Garkuschtschenko und Jelisaweta Dudkina in das Aufgebot der direkt im Anschluss an selber Stelle stattfindenden Europameisterschaften 2019 berufen.
Auch bei der EM spielten die Russinnen als erstes gegen Deutschland und unterlagen erneut in Shootout. Diese Begegnung blieb Medwedewas einziger Einsatz im Turnierverlauf, in dem Russland nach einem abschließenden Sieg über Deutschland den neunten Rang belegte. In den übrigen Spielen war Margarita Kuschnyr die einzige russische Torhüterin, die zum Einsatz kam. Treffer konnte Medwedewa bei ihrem einzigen Einsatz nicht erzielen.

## Einzelbelege
1. ↑  European Handball Federation - 2019 Women's Ech Beach Handball 17 / Final Tournament. Abgerufen am 4. April 2021 (englisch).
2. ↑  European Handball Federation - 2019 Women's ECh Beach Handball / Final Tournament. Abgerufen am 18. November 2020 (englisch).

| Personendaten    | Personendaten                                                                                         |
| ---------------- | --- |
| NAME             | Medwedewa, Tatjana Wladimirowna                                                                       |
| ALTERNATIVNAMEN  | Медведева, Татьяна Владимировна (russisch); Medvedeva, Tatiana Vladimirovna (englische Transkription) |
| KURZBESCHREIBUNG | russische Handballspielerin                                                                           |
| GEBURTSDATUM     | 4. Februar 2003                                                                                       |
| GEBURTSORT       | Oblast Astrachan                                                                                      |